# Arhitektura Bosne in Hercegovine
Na arhitekturo Bosne in Hercegovine so v veliki meri vplivala štiri glavna obdobja, ko so politične in družbene spremembe določile oblikovanje izrazitih kulturnih in arhitekturnih navad v regiji.

## Arhitektura srednjega veka
Srednjeveško obdobje v Bosni je trajalo do invazije Osmanskega cesarstva. Takratna družbena organizacija Bosne se je razvila v sistem, znan kot Zadruga. V Zadrugi je bila skupnost organizirana tako, da je nekaj družin s skupnimi interesi tesno živelo skupaj v stanovanjskih grozdih. Voditelji skupnosti so bili izbrani glede na starost in visoke etične standarde. V sistemu Zadruga so bile predvsem podeželske, agrarne skupnosti, ki so močno odvisne od naravnih virov. Kot je skupnost rasla, so se segmenti družin kolektivno preselili na drugo območje in oblikovali novo gručo ali vas. Nenehne povezave med temi povezanimi grozdi so spodbudile trgovino in gospodarstvo. Posamezne družine so živele skupaj v hišah, znanih kot dinarske hiše. To so bile preproste konstrukcije, zgrajene iz naravnih materialov (običajno lesa in pletenih izdelkov). Notranji prostor je bil organiziran okoli ognjišča v osrednji sobi z ločenimi zasebnimi prostori za moške in ženske.
Čeprav vojaške trdnjave v Bosni in Hercegovini izvirajo iz rimskih časov, je bila večina zgrajena med 12. in 15. stoletjem. Konstrukcije so bile zgrajene iz klesanega kamna na hribih s pogledom na reko, pot ali mesto. Danes jih je približno 300, večina pa je v ruševinah. Najlepše in lepo ohranjene so: Sarajevo, Srebrenik, Blagaj, Jajce, Travnik, Tešanj, Počitelj, Doboj, Vranduk, Bobovac, Stolac, Maglaj, Gradačac, Ljubuški, Sokol, Sokolac na Uni Dobor, Ključ, Bihać, Bosanska Krupa, Ostrožac, Oštrovica, Velika Kladuša, Višegrad, Zvornik, itd. Dvor v Kraljevi Sutjeski je bil celo bogato klesan v gotskem slogu. Primer srednjeveškega gotskega in romanskega stolpa je stolp svetega Luke v Jajcu in je nastal v 15. stoletju.
- Grad v Veliki Kladuši
- Bobovac, sedež bosanskih vladarjev.
- Vrata trdnjave v Jajcu

## Osmansko obdobje
V poznem 15. stoletju je na Balkan prišlo Osmansko cesarstvo. Obravnavali so potrebo po razvoju urbanih območij in mest, iz tega pa se je pojavila osnovna oblika in organizacija urbanih območij, ki so še danes značilna. Dušan Grabrijan, arhitekturni teoretik, je opredelil primarno organizacijo tipičnih bosanskih mest. Spoznal je, da imajo mesta pet verodostojnih sestavin, opredeljenih z nizom 'nenapisanih zakonov': okoliški hribi so definirali obliko mesta, glavna cesta je hrbtenica, čaršija je srce, rastlinje so pljuča, reka je duh. Drugi teoretik Juraj Neidhardt je v eni izmed svojih knjig opisal značilno bosansko mesto:
»Kakšen je čar Orienta, ki se začne v Sarajevu in se mu zahodnjaki ne morejo upreti? Tukaj ni načrtovanih ukrepov, ki bi izhajali iz racionalnega razmišljanja, vse je stvar improvizacije, rezultat ad hoc idej in začasnih potreb. Tu ne najdete jasne osi in absolutne simetrije. Tu ne najdete niti pravilnih gradenj gradbenih sistemov. Tu vse kaže, da je treba ugajati ljudem. Sestava, ki je bila na Zahodu mišljena in zgrajena po logiki in načrtu, tukaj postane strnjen del, vsakič posledica različnih potreb in vsakič drugače improviziranih; vendar vedno v povezavi s čutili.«
Dejstvo, da so ljudje uporabljali reko kot glavni element mestnega življenja, je leta 1566 v Mostarju v Hercegovini zgradilo Stari most. V času, ko je bil zgrajen, je bil to najdaljši enojni kamniti ločni most na svetu. Njegov pomen pa je imel precej globljo moč. Simbolizira povezavo med vzhodno in zahodno civilizacijo. Poleg urbanističnega načrtovanja se je arhitektura pojavila z nekoliko bolj jasnim arhitekturnim besediščem. Vendar je bila arhitektura organizirana na podlagi nepisanih arhitekturnih zakonov, ki vključujejo: človeški obseg, neovirane poglede, geometrijo, odprte in prožne prostore, preprosto pohištvo, prostorske povezave z naravo in uporabo lokalnih materialov in tradicionalnih tehnik gradnje. Poleg tega je oblikovalska filozofija zagovarjala heterogenost materialov. Z drugimi besedami, vsak material je imel določeno intrinzično funkcijo, ki mu jo je dodelila družbena percepcija ljudi, vključenih v arhitekturni proces. Juraj Neidhardt je to dojemanje opisal tako: 
»Bistvo je, da ima bosanski moški svoj slog. Svojo lončenino, prostor, mesto naredi po človeškem merilu, ni mistik, ampak realist in to je vir vse te realistične arhitekture, ki je hkrati udobna, ponižna in demokratična. Vse strehe in vrata teh hiš so skoraj enake, lahko bi jih imenovali domovi za vsakogar, vse [hiše] po človeškem merilu, vse skoraj zrasle iz zemlje, vsi okraski, ki so jih prinesli v zgradbe in strukture - arhitektura zgrajena iz naravnega in lokalnega.«
Temelji so bili zato zgrajeni iz kamna, pritličje iz gline, nežgane opeke in lesene vezi, prvo nadstropje iz lesenega okvirja in streha skoraj vedno iz lesa. Organizacijsko je značilna bosanska rezidenca iz 17. stoletja obsegala pet glavnih elementov: ograjo, ki je gledala na ulico in definirala zasebno od javnega, dvorišče, običajno zgrajeno iz prodnatega ali ploščatega kamnitega vzorca za lažje vzdrževanje, zunanji vodnjak (šadrvan) v higienske namene, 'pol javen' zasebni prostor spodnjega nadstropja, imenovan hajat, kjer bi se družina zbirala in divanhan, delno zasebni / zasebni prostor na zgornjem nadstropju, ki se uporablja za sprostitev in uživanje.
- Mos čez Drino v Višegradu
- Hiša Svrzo v Sarajevu
- Gazi Husrev-Begova medresa v Sarajevu
- Sahat-kula (stolpna ura), Sarajevo

## Avstro-ogrsko obdobje
Leta 1878 je Avstro-Ogrska okupirala Bosno in Hercegovino in naslednjih 40 let imela velik vpliv na prihodnje urbanistično načrtovanje in arhitekturo. Nekatere spremembe, ki jih je uvedel avstrijski vpliv, so vključevale uvedbo novih gradbenih predpisov, kot so zahtevana gradbena dovoljenja, varnost ljudi in požarna zaščita, urejena debelina sten in višina stavbe. Nekaj sprememb v urbanističnem načrtovanju je vključevalo klasifikacijo ulic in posledične gradbene predpise, zahtevo po skladnem oblikovanju z bližnjo okolico in skladnost s celotnim regulacijskim načrtom. Prišlo je do sprememb v splošni filozofiji oblikovanja. V slogovnem smislu naj bi se Bosna asimilirala v evropski mainstream (torej uporaba historicističnih arhitekturnih slogov), razen za videz orientalističnega sloga (tudi psevdo-mavrski slog). Cilj je bil spodbujati bosansko nacionalno identiteto, pri tem pa se izogniti povezanosti bodisi z Osmanskim cesarstvom bodisi z rastočim pan-slovanskim gibanjem z ustvarjanjem islamske arhitekture evropske fantazije .
Novi arhitekturni jeziki so dodali raznolikost v že tako zapletene urbane kompozicije v bosanskih mestih. Te in druge spremembe so povzročile nekatere druge posledice. Na primer, varnost zgradb je bila izboljšana, vendar so bili lokalni gradbeni izvajalci in arhitekti zastareli glede novih predpisov in načinov gradnje. To je povzročilo priseljevanje kvalificirane delovne sile iz srednje Evrope.
Končno so mesta začela spreminjati svoj značaj. Večina projektov se je v času avstrijskega vpliva ukvarjala z načrtovanjem upravnih stavb. Pošta v Sarajevu na primer sledi izrazitim formalnim značilnostim oblikovanja, kot so jasnost oblike, simetrija in sorazmernost, tudi je notranjost sledila isti nauk. Narodna in univerzitetna knjižnica Bosne in Hercegovine v Sarajevu je primer orientalističnega arhitekturnega jezika, ki uporablja mavrsko-mameluško dekoracijo in poudarjene loke, hkrati pa v oblikovanje še vedno vključuje druge formalne elemente.

### Historicizem
Avstro-ogrske oblasti so si v času svoje vladavine prizadevale v Bosni in Hercegovini vsiliti in zgraditi arhitekturo evropskih slogov in s tem pokazati pomen njihovega poslanstva v okupirani državi. Sprva so ponujali zgodovinske sloge, ki so na Dunaju zgradili najbolj reprezentativne zgradbe druge polovice 19. stoletja. V BiH je bilo preveč zgrajenega v tujih gradbenih slogih, predvsem historicizmu in premalo cenjenih, spoštovanih in uporabljenih narodnih bosanskih metod gradnje.
- Narodni muzej, Karel Pařík (1888)
- Landesbank, Karel Pařík (1893)
- Sodna palača, Karel Pařík
- Sarajevsko narodno gledališče, Karel Pařík (1921)

#### Neoromanska, neobizantinska in neogotska arhitektura
- Stolnica Srca Jezusovega v Sarajevu, Josip Vancaš (1884–89)
- Akademija lepih umetnosti, izvorno evangeličanska cerkev, Karel Pařík (1899)
- Cerkev sv. Jožefa, Marijin Dvor Sarajevo,  Karel Pařík (1936-1940)
- Pravoslavna cerkev v Sarajevu, Aleksandar Deroko, 1940

### Neomavrska arhitektura
Soočena z večnacionalno strukturo prebivalstva v Bosni in Hercegovini je vlada spoznala, da je treba imeti politično uho pri izbiri enega od zgodovinskih slogov. Za gradnjo na območjih, kjer je prevladovalo bošnjaško prebivalstvo, so arhitekti uporabili neomavrski slog.
Ta slog je črpal iz mavrske in mudéharske arhitekture Španije, pa tudi iz mameluške arhitekture Egipta in Sirije, kot to kaže Mostarska gimnazija. To je vključevalo uporabo okraskov in drugih 'mavrskih' oblikovalskih strategij, od katerih ni bilo veliko opraviti s predhodnimi arhitekturnimi usmeritvami avtohtone bosanske arhitekture.
- Fakulteta za islamske študije, Karel Pařík (1887)
- Notranjost aškenazi sinagoge, Karel Pařík (1902)
- Mostarska gimnazija in United World College
- Mestna hiša v Novem Gradu

### Art Nouveau in secesija
- Dvorec Ješua D. Saloma v Sarajevu, Josip Vancaš (1901)
- Villa Mathilde v Sarajevu, Josip Vancaš (1902-1903)
- Glavna pošta v Sarajevu, Josip Vancaš (1907-1913)
- Racher-Babic palača, Sarajevo, Karl Kneschaurek (1913)

### Dunajska secesija
- Villa Rädisch, Petrakijina 13, Sarajevo, Rudolf Tönnies, 1906
- Stavba Napredak, Titova, Sarajevo
- Stanovanjsko-poslovna stavba Zelenih beretki, Sarajevo, Rudolf Tönnies, 1907
- Hša Mehmed-bega Fadilpašića. Franjevačka 2, Sarajevo,  Rudolf Tönnies, 1910.

### Bosanski slog arhitekture
Bosanski slog lahko primerjamo s skandinavskim  romantičnim nacionalizmom. Bosanski slog so zagovarjali mlajša generacija arhitektov, kot so češki arhitekt Josip Pospošil, slovenski arhitekt Rudolf Tönnies in avstrijski arhitekt Ernst Lichtblau, vsi študirali na umetniški akademiji na Dunaju pri Karlu von Hasenauerju in Ottu Wagnerju. Slog pa je poimenoval starejši sarajevski arhitekt Josip Vancaš, za katerega je delalo veliko mlajših arhitektov.
Arhitekti bosanskega sloga so želeli v nasprotju z uvoženimi slogi dojeti vernakularne arhitekturne elemente Bosne in Hercegovine. Bosanski slog je mogoče »najbolje razumeti v tradiciji romantičnega nacionalizma«, čeprav njegovi oblikovalci niso bili iz naroda, ki so ga želeli predstavljati. Pa vendar so se arhitekti bosanskega sloga sklicevali tudi na zgodovinske in ne sodobne vire, predvsem pa na islamsko komponento narodne bosanske arhitekture, kar je povzročilo »nadomeščanje enega historicističnega kolaža z drugim« (Gunzburger-Makas in Damljanović-Conley) .
- Stavba Land Waqf
- Hotel Stari Grad v Sarajevu, Josip Vancaš (1909)
- Gasilska brigada Sarajeva, Josip Pospišil (1912)
- Salom palača (Titova 34), Josip Pospišil
- Musafija palača, Josip Pospišil
- Sebilj na Baščaršiji

## Obdobje Kraljevine Jugoslavije
Bosna in Hercegovina se je leta 1918 pridružila Kraljevini Srbov, Hrvatov in Slovencev, katere uradno arhitekturo je vse bolj narekovala in koncentrirana nacionalna oblast, ki si je prizadevala za vzpostavitev enotne državne identitete .
Bosna in Hercegovina je ostala na robu medvojnega arhitekturnega modernizma v Jugoslaviji.
V tistih letih sta brata Muhamed in Reuf Kadić, ki sta se šolala v Pragi, delovala v Sarajevu. Leta 1940 je bila odprta njuna zgradba Pokojninskega inštituta , ki prikazuje »reducirane oblike, geometrijsko čiste površine in volumne« .

## Socialistična Jugoslavija
Ob koncu druge svetovne vojne je SR Bosna in Hercegovina postala republika v Socialistični federativni republiki Jugoslaviji. Kmalu po drugi svetovni vojni je kratka zveza Jugoslavije z vzhodnim blokom začela kratko obdobje socialističnega realizma .
To se je naglo končalo s sporom Tito – Stalin leta 1948. V naslednjih letih je modernistična arhitektura simbolizirala ločitev od ZSSR (pojem, ki se je pozneje zmanjšal z naraščajočo sprejemljivostjo modernizma v vzhodnem bloku).
S politiko decentralizacije in liberalizacije iz 1950-ih je arhitektura vse bolj razpadala po etničnih poteh. Arhitekti so se vedno bolj osredotočali na gradnjo glede na arhitekturno dediščino posameznih socialističnih republik v obliki kritičnega regionalizma . Odmeven primer tega premika je uvodna publikacija Juraja Neidharda in Dušana Grabrijana iz leta 1957 Arhitektura Bosne in pot v modernost (Arhitektura Bosne in put u suvremeno), ki je modernizem poskušala razumeti skozi objektiv bosanske osmanske dediščine. Čedalje večje razlikovanje med posameznimi etničnimi arhitekturnimi identitetami v Jugoslaviji se je poslabšalo z decentralizacijo prej centraliziranega organa za zgodovinsko ohranitev iz leta 1972, kar je dalo posameznim regijam priložnost za kritično analizo lastnih kulturnih pripovedi.
V poznih 1950-ih in v začetku 1960-ih je začel brutalizem v Jugoslaviji, zlasti med mlajšimi arhitekti .
Jugoslovanski prelom od sovjetskega socialističnega realizma je bil združen s prizadevanji za počastitev druge svetovne vojne, kar je skupaj privedlo do ustvarjanja ogromne količine abstraktnih kiparskih vojnih spomenikov.
Politične struje v Jugoslaviji so bile naklonjene industrializaciji, ki je zahtevala poudarek na razvoju javnih stanovanj, da bi služila migraciji prebivalstva iz podeželja v urbana območja. Za preseganje kulturnih konfliktov je antihistoricizem s sodobnim arhitekturnim besediščem postal prevladujoča oblikovalska strategija za večino arhitekturnih projektov. Tako je homogenost materialov nadomestila tradicionalno heterogenost in beton je postal material, ki ga je mogoče izbrati za gradnjo. Takšne prakse pa so povzročile več težav. Industrializacija je povzročila onesnaževanje mest, še pomembneje pa je povzročila beg iz podeželskih območij, kar je še dodatno povzročilo razlike v proizvodnji, kar je škodovalo gospodarstvu. Zaradi slabega načrtovanja je sledilo pomanjkanje infrastrukture, električne energije, vode in centralnega ogrevanja za vzdrževanje novih javnih stanovanj, medtem ko so se stanovanjski nebotičniki neustrezno mešali z obstoječim arhitekturnim okvirom. Slabe gradbene metode in pomanjkanje kakovosti zaradi pomanjkanja virov so povzročile nezdrava življenjska okolja. Vsa ta vprašanja so privedla do zmanjšanja kulturne identitete Bosne in Hercegovine ob hkratnem črpanju njenih naravnih in človeških virov.
Po drugi strani je bilo malo arhitekturnih projektov, ki so poskušali reševati vprašanja kulturne raznolikosti. Med temi poskusi je bila stanovanjska hiša Dino v Sarajevu, ki sta jo leta 1987 zgradila Amir Vuk in Mirko Marič. Gre za dvostanovanjsko hišo, kjer ena sledi orientalskemu arhitekturnemu besednjaku, druga pa ima zahodnoevropsko filozofijo organizacije fasad, medtem ko imata skupni vhod. Drug primer je hotel Holiday Inn, zgrajen leta 1983 in stolpa dvojčka Unis, zgrajena v Sarajevu leta 1986, zasnova Ivan Štraus. Med prebivalci mesta se stolpa dvojčka običajno imenujeta Momo (srbsko ime) in Uzeir (bošnjaško ime). Med prebivalci mesta ni soglasja, ki bi stolpoma dalo srbsko ali bosansko ime. Ta dvoumnost imen je poudarjala kulturno enotnost kot njeno primarno arhitekturno kakovost.

### Modernistična arhitektura
- Džidžikovac, stanovanjski kompleks (Muhamed and Reuf Kadić, 1947-48)[12]
- Glavna železniška postaja Sarajevo (Bedřich Hacar, Bogdan Stojkov, 1949)
- Higijenski zavod (Tihomir Ivanović, 1950)
- Filozofska fakulteta Sarajevo, Juraj Neidhardt (1955-1959)
- Dom Mladih Skenderija (1969)

## Uničenje v vojni in obnova
Med bosansko vojno 1992-1995 je bilo uničenih več kot 2000 civilnih in verskih zgradb zgodovinske vrednosti. Med njimi sta bila mošeja Ferhadija v Banja Luki (zgrajena leta 1578) in Stari most v Mostarju (zgrajen leta 1566), oba uničena leta 1993. Obnovljeni sta bili v skladu z izvirnimi tehnikami in slogi.
V letih po bosanski vojni je v Sarajevu prišlo do gradbenega razcveta. Je med mesti z največ gradnje v jugovzhodni Evropi. UNIS-ovi stolpnici, ki jih je zasnoval arhitekt Ivan Straus, sta bili v vojni skoraj popolnoma uničeni, vendar so jih v celoti prenovili. V stanovanjskem območju Hrasno je bosansko podjetje Bosmal zgradilo Bosmal City Center, eno najvišjih stolpnic dvojčkov na Balkanu s 120 m.
Na mestu nekdanjih stolpov Oslobođenja je zgrajen stolp Avaz kot nov sedež Avaza, priljubljenega bosanskega časopisnega podjetja. Stoji se v Marin Dvoru, poslovnem okrožju Sarajeva, ki je bilo pred kratkim popolnoma obnovljeno z načrti za Unitic 3 in Grand Media Center. Novi stolp se je gradil od leta 2006 do 2008. Avaz Twist Tower je bil najvišji balkanski stolp in eden najzanimivejših stolpov v Evropi. Sestavljen je iz zasukane steklene fasade, visok je 142 metrov, 30-metrska antena pa doseže skupno višino 172 metrov.
Večina olimpijskih prizorišč je bila uničena, vendar še niso obnovljena .
Stavba bosanskega parlamenta (arhitekta Juraja Neidharta) je v fazi gradnje, Muzej Bosne in Hercegovine na sarajevskem območju Marin Dvor pa je v celoti obnovljen.
V sarajevskem predmestju Ilidža se je začelo veliko gradbenih projektov, ki bi jih lahko celo evropski standardi šteli za velike. Primeri vključujejo projekt izgradnje žičnice za povezavo z bližnjimi gorami Igmanom in Bjelašnico; športni kompleks z bazeni v vrednosti 30 milijonov evrov in vrtovi Riverine v mestu, ki bodo v desetletnem obdobju stali več kot milijardo evrov.
Pred kratkim je bil zgrajen in odprt za promet v bližini Sarajeva en odsek prihodnjega evropskega avtocestnega koridorja 5C. Začela se je gradnja na novem 40 kilometrov dolgem odseku avtoceste od Sarajeva do Zenice.